# Stadler GTW
Stadler GTW — зчленований рейковий автобус для місцевих ліній, виготовлений швейцарською Stadler Rail. GTW є скороченням від Gelenktriebwagen (зчленований вагон).

## Опис

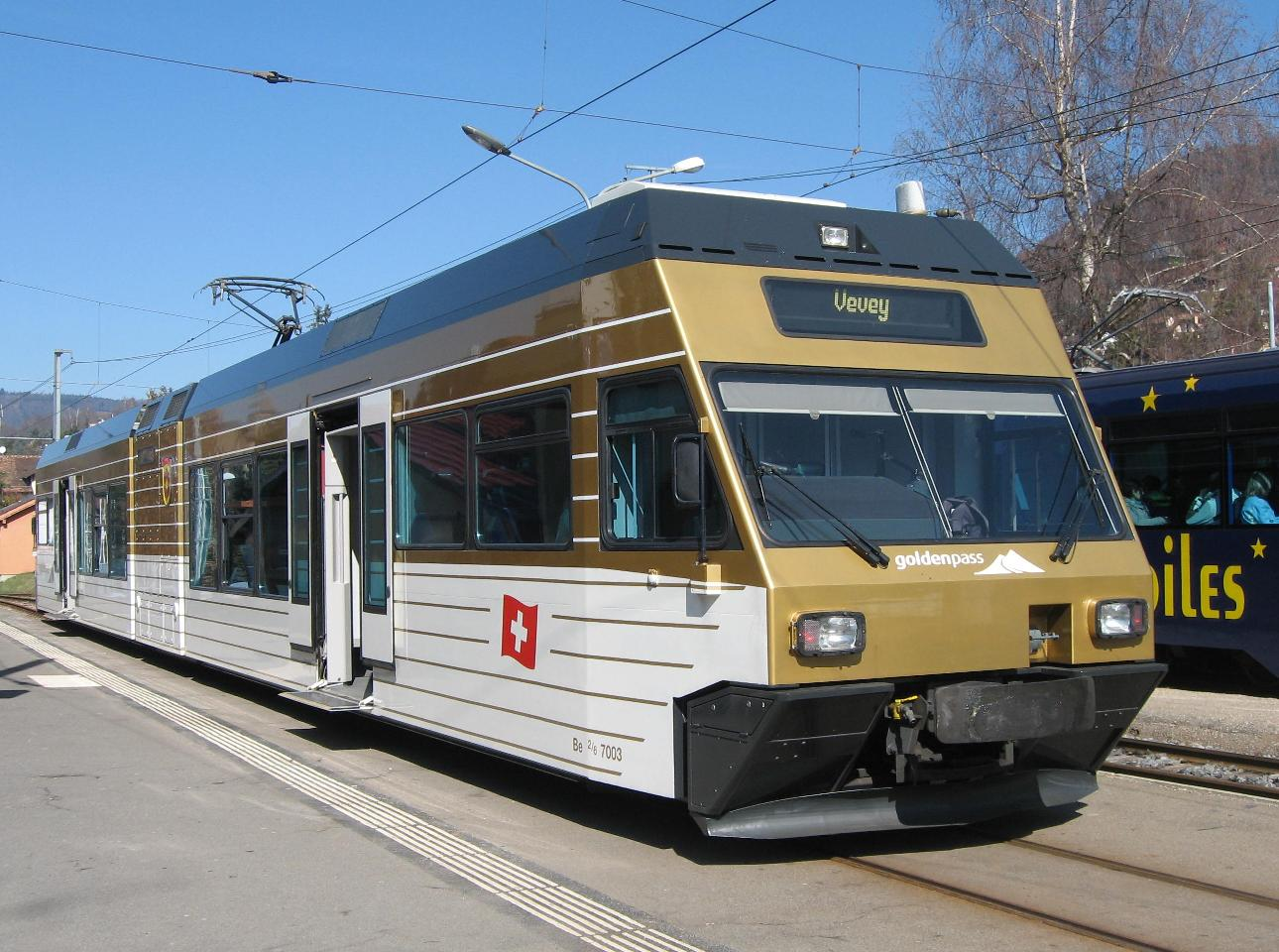
Перше покоління: Goldenpass Be 2/6 7003 у Бльоне (CEV-Bahn)

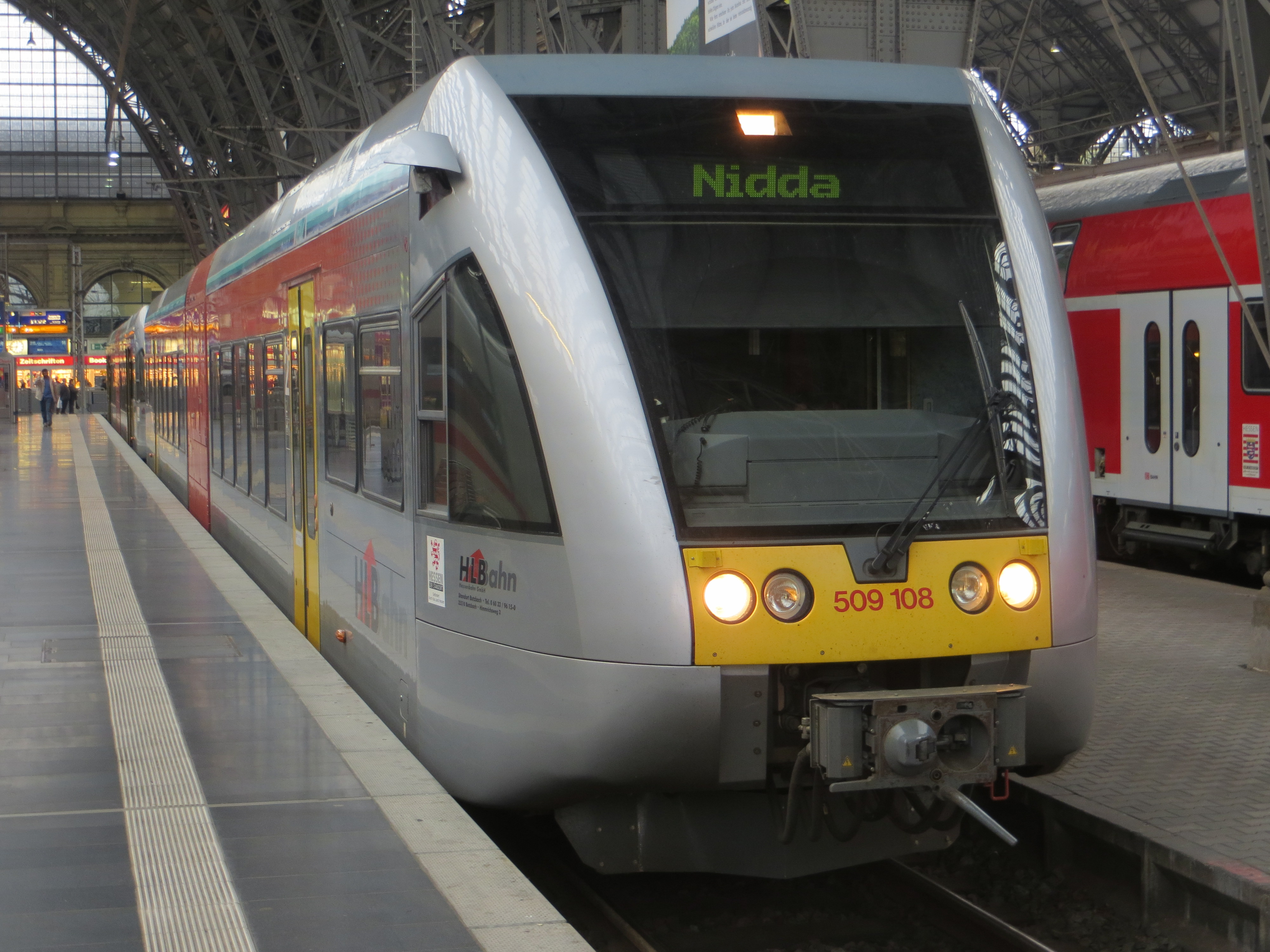
Друге покоління: поїзд HLB 509 108 у Франкфурті

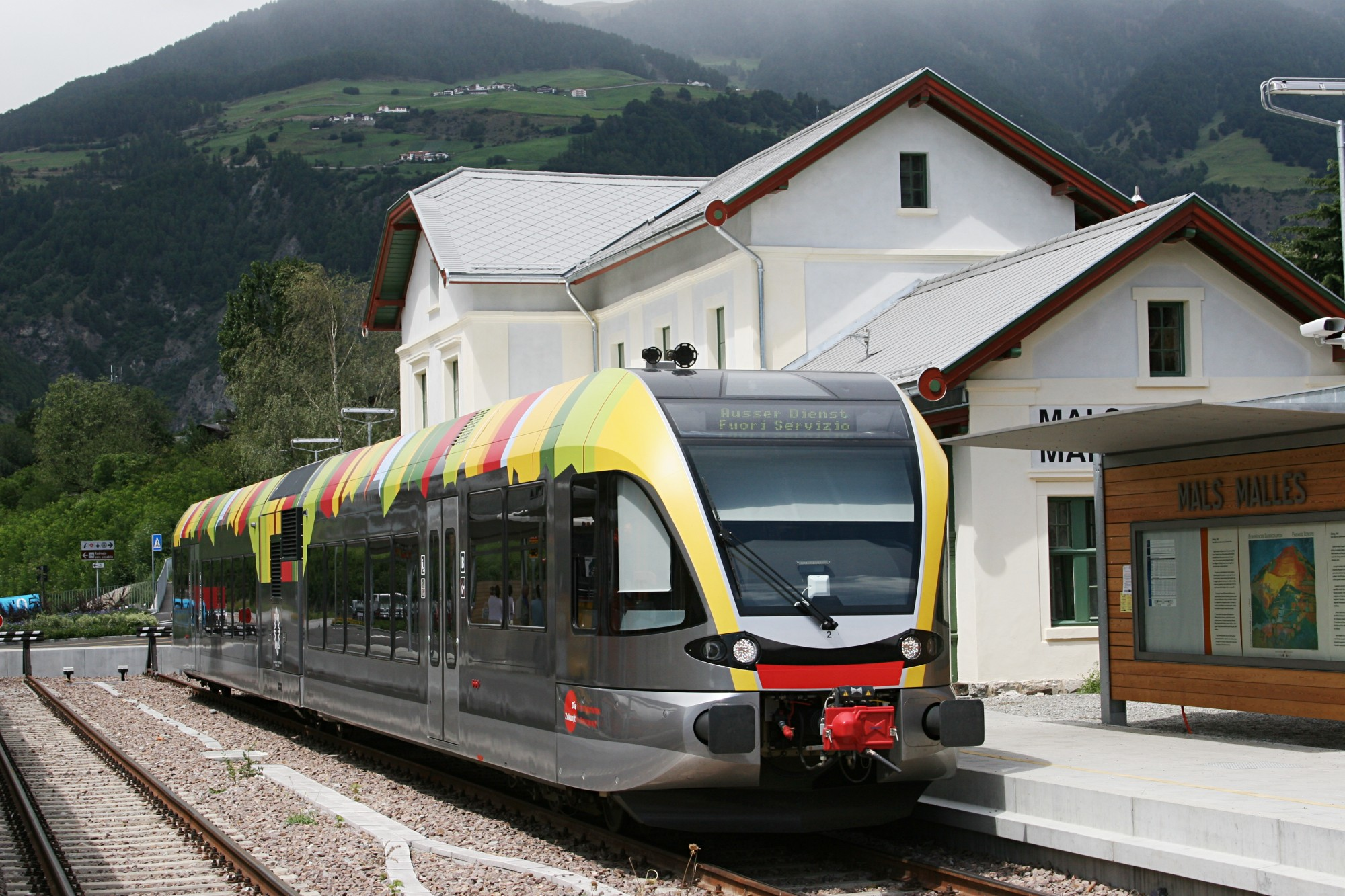
Третє покоління: дизель-електричний Stadler GTW 2/6 (ATR 100) для Societá Automobilistica Dolomiti (SAD), використовуваний на Ferrovia della Val Venosta, на станції Малз в Італії

Stadler GTW — серія рейкових автобусів, що відрізняються зовні, різними конструкціями кабіни (від кутового до обтічного), а також різними конструкціями та силовими агрегатами.
Їх також виготовляють для різної колії та зубчастих залізниць.
Базовою версією є GTW 2/6, вагон, який відповідає стандартам UIC. «2/6» означає «дві з шести осей з приводом».
GTW 2/6 використовується, наприклад, Deutsche Bahn як Baureihe 646 (Серія 646) і швейцарськими залізницями як RABe 526.
Основна концепція досить нетрадиційна: рейковий автобус приводиться в рух центральним «силовим модулем», що приводить в рух обидві осі.
Два легких кінцевих модуля, спираються на силовий модуль, який створює корисну тягову вагу на ведучих мостах.
Кінцеві модулі також дуже ефективно використовують простір, хоча залізничний вагон розділений на дві половини силовим модулем.
Більшість одиниць мають шлях через контейнер приводу для доступу пасажирів.
Кінцеві модулі можуть поставлятися зі стандартними тяговими пристроями або буферними передачами, або з центральними буферними муфтами.
Вони побудовані з низькою підлогою, за винятком над візками та на торцях (понад 65 % вагону є низькопідлоговими).
У сучасному вагоні місцевої мережі передбачено всі звичні зручності, такі як кондиціонер, багатофункціональне приміщення, вакуумні туалети (в умивальні, придатному для людей з обмеженими можливостями) та система інформації про пасажирів.
GTW можуть бути дизель-електричними або електричними (через повітряні дроти або третю рейку).
Незважаючи на те, що зчеплення є хорошим для механізованих візків, ця концепція має ту саму проблему, що й інші легкі вагони, у яких гальма на осях без приводу мають нижче зчеплення, ніж традиційні вагони.
Це призвело до фактичних обмежень, коли листя лежать на рейках, оскільки захист від ковзання колеса не може повністю компенсувати ефект.
Центральний модуль живлення також має обмеження щодо розсіювання тепла, що може призвести до ситуацій, коли вихідну потужність необхідно обмежити, що автоматично виконується в цій концепції конструкції.

### Привід
Доступні дизельні силові модулі потужністю 550 кВт (740 к.с.) (з 2003 р.) із 2 x 375 кВт (503 к.с.) = 750 кВт (1006 к.с.) і електричні силові модулі від 600 до 1100кВт (4800 к.с.)
Як привод використовують тяговий перетворювач на основі IGBT разом з асинхронними двигунами.
Тягові перетворювачі виробляє ABB на заводі в Тургі, Швейцарія, а двигуни — TSA Austria.
Вставляючи середній вагон (також лише з одним візком) з одного боку силового модуля, GTW 2/6 розширюється до GTW 2/8.
Замість середнього вагону можна також вставити інший модуль приводу.
Між цими двома модулями розташовується або легковий причіп (GTW 4/8) або два середніх вагона та перегородки (GTW 4/12).
Зазвичай використовують до чотирьох вагонів GTW в одному потязі.

## Використання

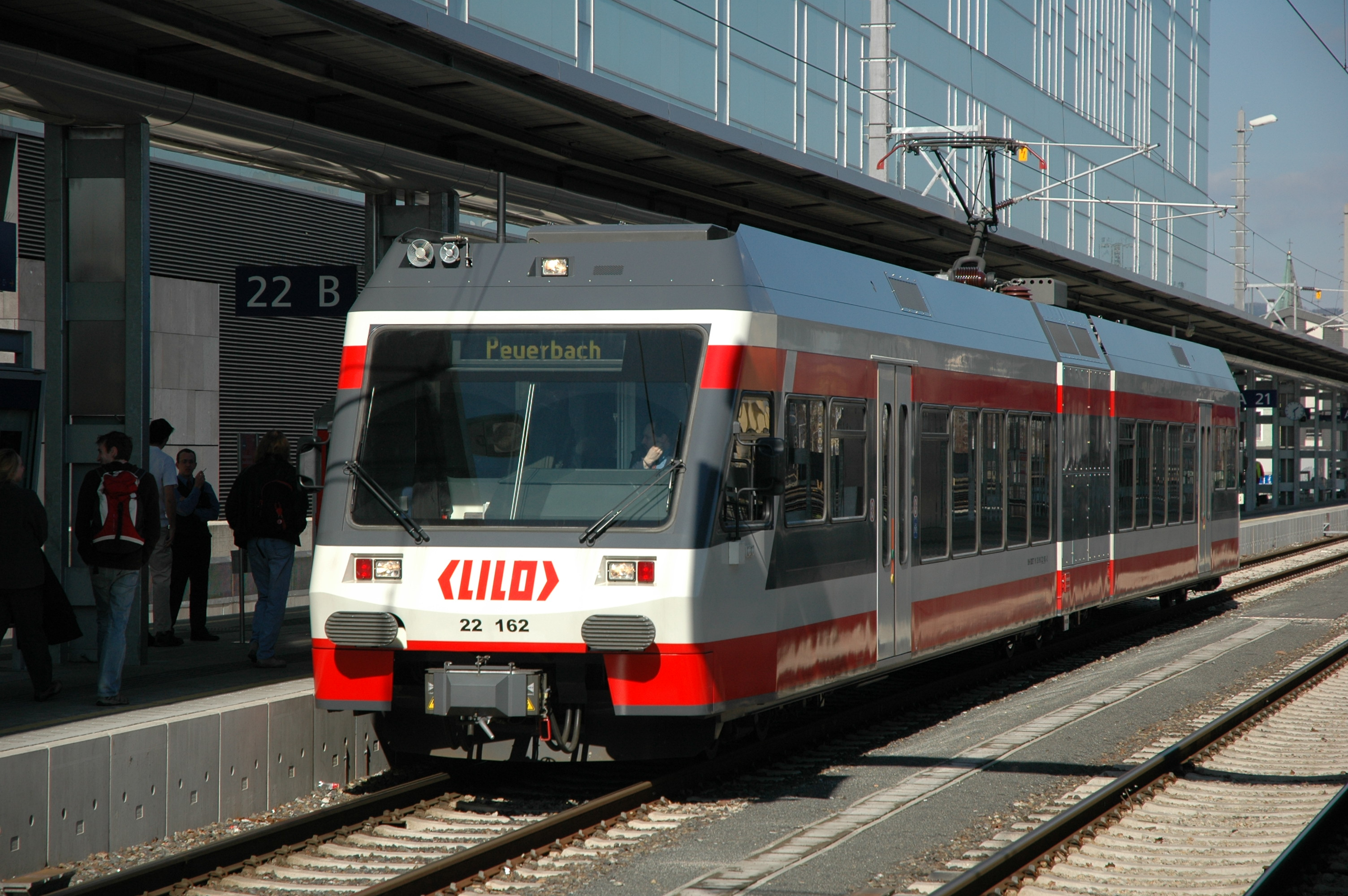
Зчленована електро-моториса Stadler GTW в Австрії

### Франція
Panoramique des Dômes у Франції використовує 4 GTW 2/6 з моменту відкриття в 2012 році.

### Греція
У Греції TrainOSE керує двома варіантами Stadler GTW 2/6, що належить OSE.
Це основний приміський дизель-поїзд, і існує два варіанти: для метричної та стандартної колії.
Варіант для метричної колії (OSE клас 4501) працює у передмісті Патри (Проастіакос) і туристичній лінії Катаколо-Піргос-Стародавня Олімпія.
Варіант для стандартної колії (OSE клас 560) працює на регіональній лінії Афіни — Ліанокладі та місцевій лінії Ліанокладі-Ламія-Стиліда

### Італія
В Італії GTW використовуються деякими регіональними залізницями і мають назву ATR:
- ATR 100: Societá Automobilistica Dolomiti (SAD) Трентіно-Альто-Адідже
- ATR 110: Ferrovie Udine Cividale (FUC) Фріулі
- ATR 110 — ATR 120: Територіальні системи (ST) Венето
- ATR 115 — ATR 125: Ferrovie Nord Milano Group Ломбардія
- ATR 200: Ferrovie del Sud Est (FSE) Апулія

### Нідерланди

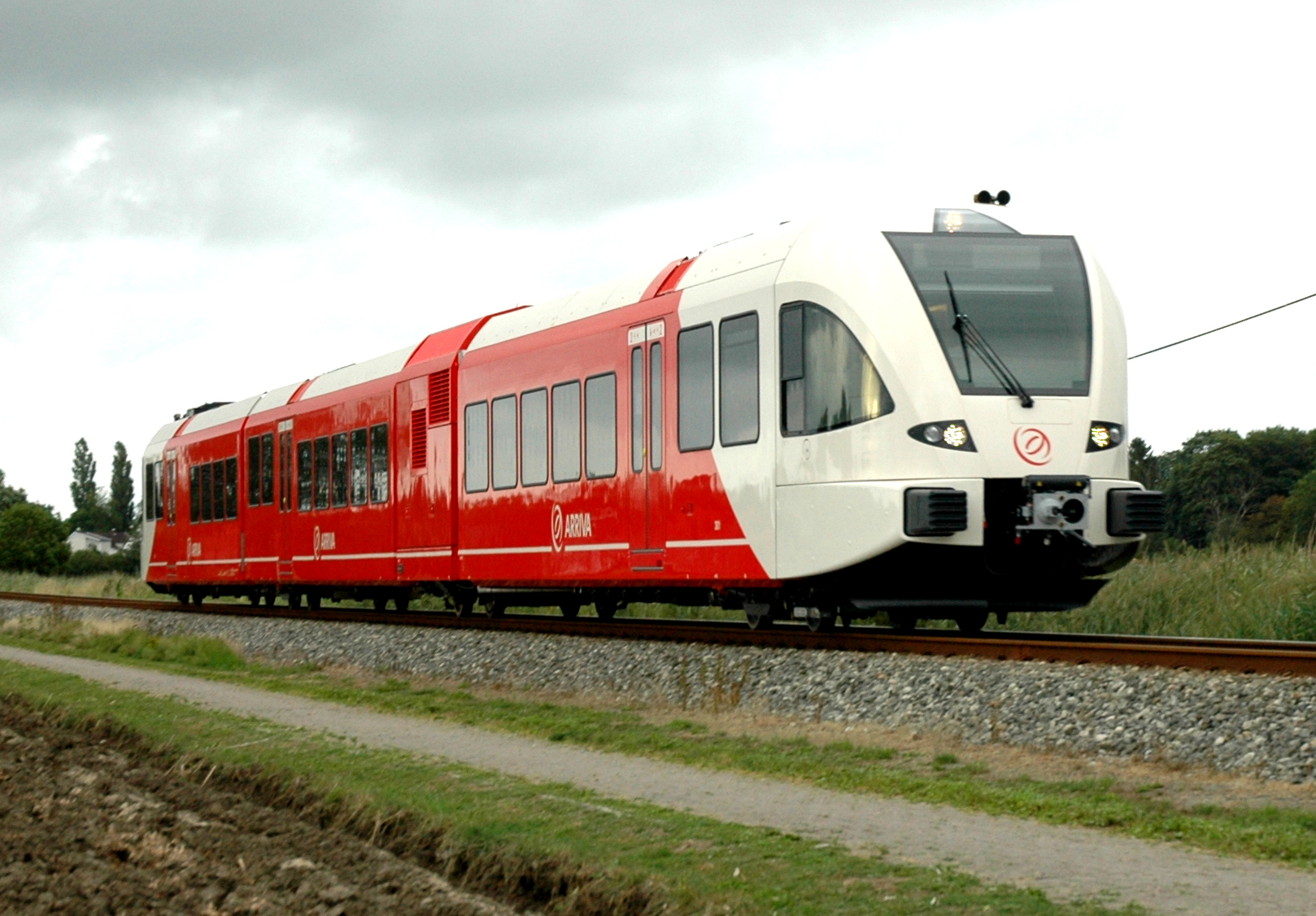
Потяг «Arriva» в Бунде

Багатонаціональна транспортна компанія Arriva використовує дизель-автомоториси на лініях: Лер — Гронінген, Делфзеїл — Гронінген, Леуварден — Гронінген, Родесол/Емсгавен — Саверд, Вендам — Зейдбрук, Леуварден — Ставорен, Леуварден — Гарлінген.
З грудня 2012 року Arriva також використовує дизельні GTW на маршрутах Арнем-Вінтерсвейк, Вінтерсвейк-Зутфен і Зутфен-Апелдорн. Електричні GTW використовуються на лініях Дордрехт — Гелдермальсен, а з грудня 2012 року також на лінії Зволле — Еммен.
Arriva Limburg використовує електричні GTW на лініях Керкраде-Сентрум — Герлен — Мастрихт Рандвейк, Герлен — Маастрихт, а дизельні використовуються на лініях: Рурмонд — Венло — Неймеген.
Connexxion використовував один електричний GTW для лінії: Барневельд-Сентрум — Амерсфорт, Цей GTW було передано Вехтдаллейнен з Arriva, Connexxion також використовує 9 дизельних GTW для концесії Breng, починаючи з грудня 2012 року.

### Словаччина

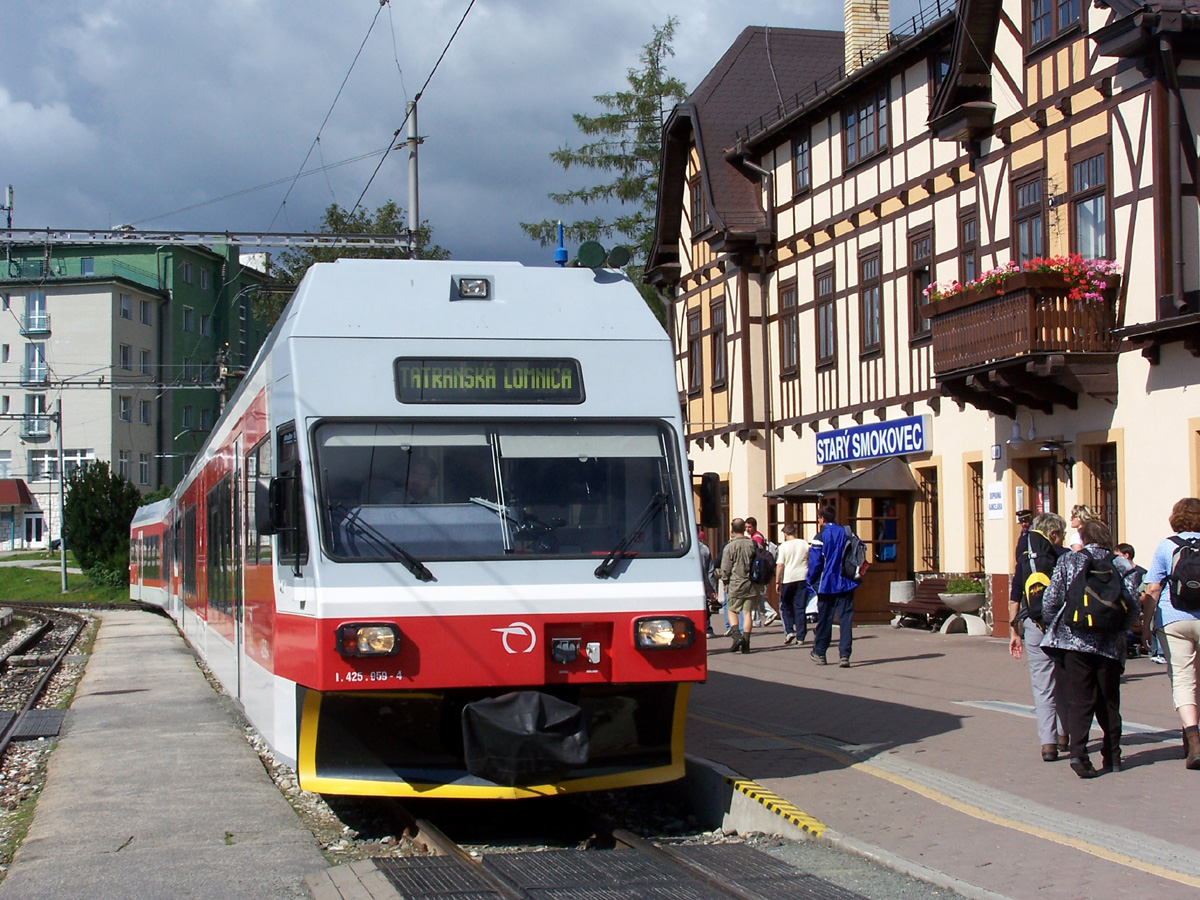
Потяг класу 425.95 на станції, літо 2006 року.

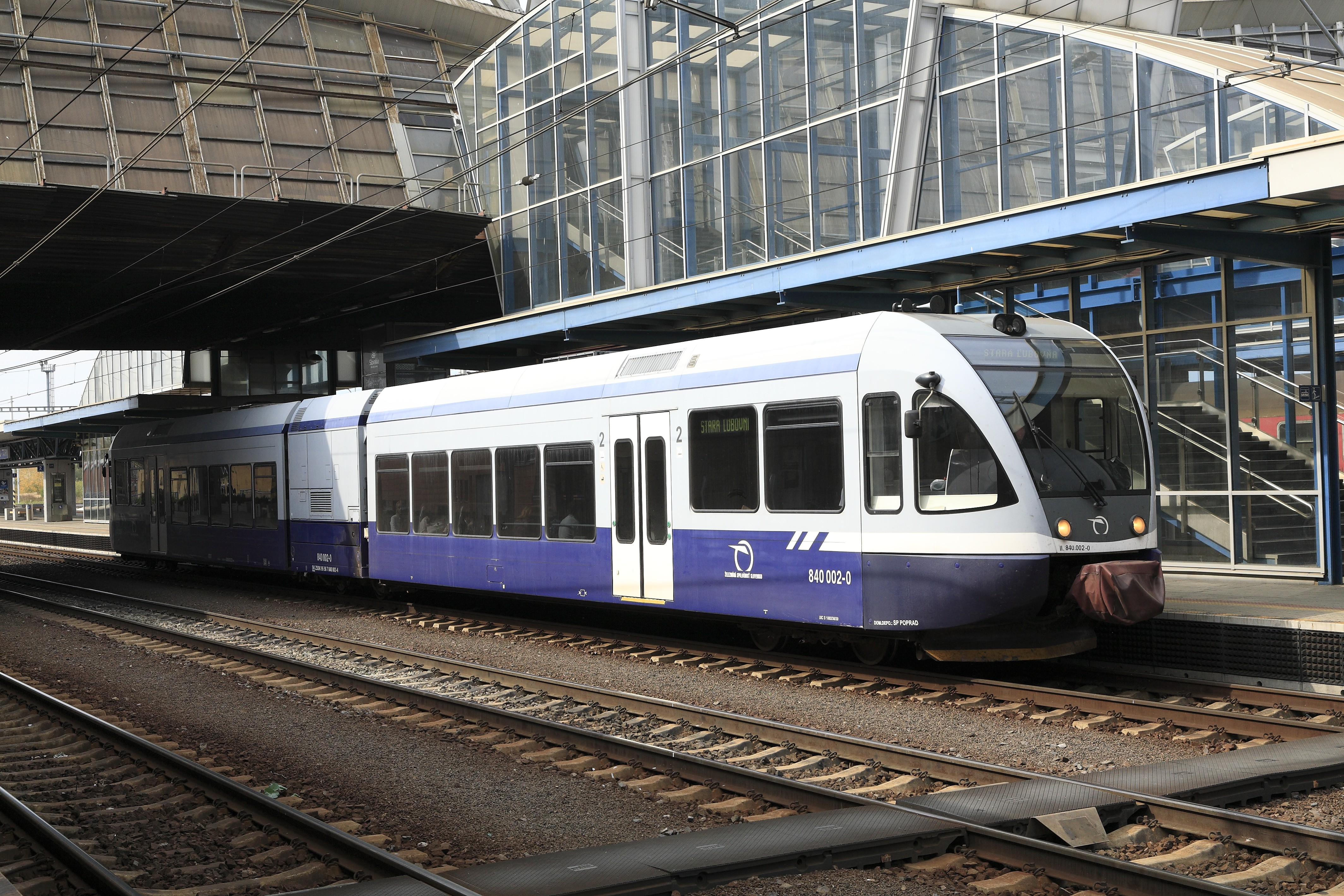
Потяг Cкласу 840 на станції

На Татранській електрифікованій залізниці що є під орудою Železničná spoločnosť Slovensko використовується ZSSK Class 425.95. Конструкція цих поїздів була заснована на GTW 2/6.
Поїзди ZSSK Class 840 також використовуються на залізницях звичайної колії у регіоні Попрад. Згідно з ZSSK, з грудня 2020 року потяги Class 840 також використовують на лінії Братислава-Комарно

### Іспанія
Каталонська державна компанія Ferrocarrils de la Generalitat de Catalunya (FGC) придбала два дизельних потяги іберійської колії для використання на лінії Лерида – Ла-Побла

Це дозволило збільшити частоту руху з 4 до 10 поїздів на день між Леридою та Балагером і з 1 до 4 на день між Леридою та Ла-Побла-да-Сагу.

### Швейцарія
Швейцарські федеральні залізниці використовують версію GTW 2/6 (RABe 520) на залізниці Зеталь і між Ленцбургом і Цофінгеном.
THURBO використовує великий парк RABe 526 (GTW 2/6 і 2/8) на різних лініях у східній Швейцарії. Regionalverkehr Mittelland купив кілька GTW 2/6, що пізніше були модернизовані до GTW 2/8 і, нарешті, продані Швейцарським федеральним залізницям в 2013 році.
Різні вузькоколійні залізниці використовують GTW: Chemins de fer du Jura, Залізниця Біль — Тойффелен — Інс та залізниця Монтре — Веве — Рив'єра.

### Сполучені Штати

#### Нью-Джерсі

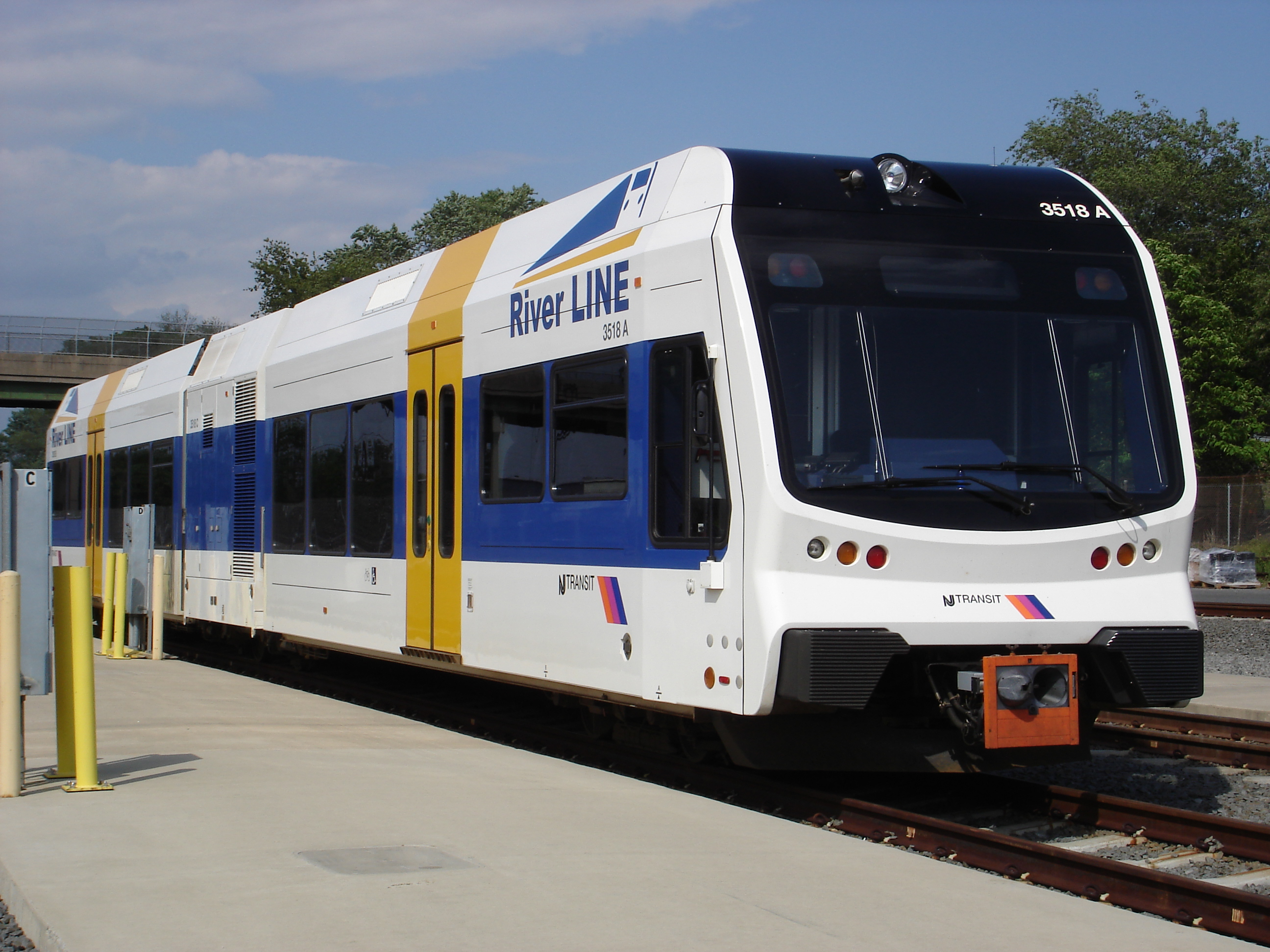
Дизельний рейковий автобус Stadler GTW, який використовується у мережі легкорейкової залізниці Ривер-Лайн у Нью-Джерсі

- Ривер-Лайн[en]
Нью-Джерсі Транзит[en] використовує дизельні легкорейкові автобуси потужністю 20 GTW на залізниці Ривер-Лайн завдовжки 55 км між Трентоном і Камденом. Дизельний LRV має менший радіус повороту[en], ніж звичайні легкорейкові залізничні транспортні засоби (наприклад, Siemens Desiro, Bombardier Talent тощо), і, таким чином, його можливо використовувати для вуличного трафіку[en], що є на Ривер-Лайн між станціями Волтер-Ранд-Транспортейшен-Сентер[en] та Ентертаїмент-Сентер[en] у Камдені.

Також плановано, що потяги GTW працюватимуть на залізниці Глассборо — Камден, що є у стадії побудови.

#### Остін, Техас
Capital MetroRail Остін, штат Техас, використовує десять дизельних рейкових автобусів типу GTW 2/6 на своїй червоній лінії довжиною 51,5 км від Леандера до центру міста Остін.
Capital MetroRail спочатку придбав 6 GTW DMU у Stadler в 2005 році, але розширив свій парк до 10 одиниць в 2017 році.

#### Округ Дентон, Техас
Управління A-train оголосило 20 травня 2009 року, що воно придбає 11 зчленованих дизельних агрегатів GTW 2/6 (DMU) для залізниці Дентон — Керролтон завдовжки 34 км.
Залізниця має сполучення з зеленою лінією швидкісного трамваю Далласа (DART), яка простягається від району Плезант-Грув на південному сході Далласа до північного Керролтона.
Контракт має замовлення на 25 додаткових GTW.

#### Іст-Бей, Каліфорнія
В 2014 році управління Метрополітене Затоки Сан-Франциско замовило вісім DMU GTW 2/6 для дистанції в стадії побудови стандартної колії до Антіокії, Каліфорнія, з можливістю замовлення ще шести.

Перші потяги були доставлені до червня 2017 року
,
введені в дію з травня 2018 року.